# Nerea Camacho
Nerea Camacho Ramos (Balanegra, 15 maggio 1996) è un'attrice spagnola, vincitrice del premio Goya 2009 come miglior rivelazione per l'interpretazione nel ruolo da protagonista in Camino.

## Filmografia parziale

### Cinema
- Tre metri sopra il cielo, regia di Luca Lucini (2004)
- Camino, regia di Javier Fesser (2008)
- Tres metros sobre el cielo, regia di Fernando González Molina (2010)
- Héroes, regia di Pau Freixas (2010)
- La fortuna della vita (La chispa de la vida), regia di Álex de la Iglesia (2011)
- Tengo ganas de ti, regia di Fernando González Molina (2012)

### Televisione
- Los protegidos (2010)
- El Barco (2013)
- Bienvenidos al Lolita (2014)
- The White Slave (2016)
- En tierras salvajes (2017)

## Riconoscimenti
- Premio Goya 2009 – Premio Goya per la migliore attrice rivelazione